# Venus de Lespugue
La venus de Lespugue és una venus prehistòrica del Paleolític tallada en ivori de mamut, d'uns quinze centímetres d'alçada i trobada a una cova de l'Alta Garona. Actualment s'exposa al departament d'Antropologia del Musée de l'Homme (Museu de l'Home) de París.

## Descripció
La figureta està feta amb ivori de mamut. Les seves dimensions, un cop reconstruïda són 147mm x 60 mm x 36mm. Es respecta la llei de frontalitat. Els pits, el ventre i les cuixes s'inscriuen en un cercle al voltant del qual un rombe inclou el cap i les cames. Els pits i el cul destaquen per la seva gran voluminositat, són gairebé esfèrics. Les cames són curtes i els peus a penes estan esbossats. El cap és petit i ovoide, amb unes línies gravades una mica paral·leles que s'han interpretat com a cabells. No es detallen altres elements (boca, nas, ulls, orelles) de manera realista. A la part del darrere hi ha una sèrie de línies gravades paral·leles horitzontals, a partir del nivell del cul i cap a baix. No se sap a què que corresponen, però algun autor ha pensat que podria ser una mena de peça de roba.

## Anàlisi
És una figura femenina amb uns grans pits caiguts, un abdomen pronunciat i unes natges prominents. La resta dels trets físics, en canvi, es representen d'una manera molt més simple. El cap no té els trets facials i només presenta unes estries verticals que potser indiquen una cabellera molt esquemàtica. Els braços estan replegats sobre el cos i les cuixes gruixudes continuen amb unes cames molt més primes, sense peus. La superfície de l'ivori tallat és molt brunyida, com per efecte d'una manipulació continuada. L'exageració dels volums del cos, fins a la deformitat, i la manca de naturalisme al cap i les extremitats no impedeix que aquesta estatueta sigui una de les més rellevants de l'art paleolític des del punt de vista estètic. La figura humana es redueix a un conjunt de volums ovoides i curvilinis que s'equilibren entre ells. No s'ha volgut reproduir fidelment un cos de dona, sinó representar d'una manera sintètica el poder generador femení mitjançant l'exageració dels trets sexuals.